# Association sportive giennoise football
L'Association sportive giennoise est un club de football français basé à Gien (Loiret) et fondé en 1946. Il est l'un des clubs les plus titrés de la ligue du Centre de football.

## Histoire
Lors de la saison 1955-1956, l’AS Gien termine troisième de Division d'Honneur Centre.
L'équipe senior finit dernier de la division d'honneur régionale (DHR) lors de la saison 2010-2011 et continue son enlisement : promotion de ligue en 2011-2012 puis 1er division départementale en 2012-2013, plus bas niveau jamais atteint depuis la création du club.
L'équipe fanion est rétrogradée en 2e division du Loiret pour la saison 2013-2014 à cause du nombre trop important de clubs Loirétains relégués du niveau régional, poussant les clubs inférieurs vers le bas. Néanmoins, les équipes de jeunes brillent au niveau départemental et un pôle féminin est mis en place ainsi qu'un directeur technique recruté pour structurer le club sur le plan sportif.

## Palmarès

### Titres et trophées
Palmarès de l'AS Gien :
- Division d'Honneur (6)
  - Champion en 1964, 1966, 1972, 1976, 1988 et 1993
- Promotion d'honneur (3)
  - Champion en 1948, 1962 et 2008
- Coupe du Loiret (12)
  - Vainqueur 1950, 1954, 1955, 1959, 1961, 1968, 1969, 1970, 1990, 1993, 1994 et 1996

### Bilan en division nationale
| Championnat              | Saisons | J   | V  | N  | D  | Bp  | Bc  |
| ------------------------ | ------- | --- | -- | -- | -- | --- | --- |
| Championnat de France    | 0       | -   | -  | -  | -  | -   | -   |
| Championnat de France D2 | 0       | -   | -  | -  | -  | -   | -   |
| Championnat de France D3 | 0       | -   | -  | -  | -  | -   | -   |
| CFA (1948-1970)          | 2       | 44  | 6  | 12 | 26 | 50  | 115 |
| Division 3 (1970-1993)   | 4       | 120 | 30 | 32 | 58 | 133 | 212 |
| Championnat de France D4 | 0       | -   | -  | -  | -  | -   | -   |
| Division 4 (1978-1993)   | 4       | 104 | 20 | 23 | 61 | 103 | 231 |
| Championnat de France D5 | 4       | 104 | 28 | 31 | 45 | 123 | 170 |

## Identité du club

### Logo

Logo jusqu'en 2018.
Logo depuis 2018.

## Personnalités du club

### Présidents
Liste des présidents successifs de l'AS Gien :
- 1946-1953 : Francis Astier
- 1954-1968 : Guy Harang
- 1969-1975 : Gilles Asseline
- 1975-1976 : Giles Asseline et Bernard Hurtiger
- 1977-1978 : Bernard Hurtiger
- 1978-1979 : Pierre Chauvot
- 1980-1998 : Jean-Claude Lefebvre
- 1999-2000 : Jean-Marie Schmitt
- 2001-2002 : Thierry Renard
- 2003-2005 : Jean Gadier
- 2005-2006 : Fabrice Mazeau
- 2006-2010 : Bouna Kanté
- 2010-2017 : Alain Delage
- Depuis 2017 : Péguy Luyindula

### Entraîneurs
Liste des entraîneurs successifs de l'AS Gien :
- 1946-1951 : Robert Salamano
- 1951-1952 :  Émile Rummelhardt
- 1952-1954 : Janos Pinthse
- 1954-1955 : Robert Salamano
- 1955-1960 :  René Samzun
- 1960-1961 : Héliodoro Delgado
- 1961-1963 : Laszlo Mecs
- 1963-1965 : Reinhold Jackstell
- 1965-1967 :  Ernest Vaast
- 1967-1970 :  Louis Lemasson
- 1970-1974 : Yvon Gob
- 1974-1975 : Pierre Duport
- 1975-1978 : Jean-pierre Viala
- 1978-1980 : Yvon Gob
- 1980-1985 :  Bernard Maccio
- 1985-1989 :  Jean-Pierre Destrumelle
- 1989-2001 :  Josip Zatela
- 2001-2007 :  Zivko Slijepcevic
- 2007-2009 : Jean-Christophe Cseke
- 2009-2010 :  Farid Boudebza
- 2010-2011 : Charly Simodjoukuimo
- 2011-2012 : Dominique Theux
- 2012-2013 : Farrid Assabou
- 2013-2016 :  Mickaël Lenoir
- 2016-2017 : Christophe Nezereau
- Depuis 2017 : Anas Amalal

### Joueurs
- Josip Zatela (1974-1977)
- Peguy Luyindula (1989-1994, juniors)
- Kamel Maouche